# Ultimate Alternative Wavers
Ultimate Alternative Wavers è il primo album in studio del gruppo indie rock statunitense Built to Spill, pubblicato nel 1993.

## Tracce
1. The First Song – 4:02
2. Three Years Ago Today – 3:56
3. Revolution – 4:25
4. Shameful Dread – 8:29
5. Nowhere Nothin' Fuckup – 6:34
6. Get a Life – 5:53
7. Built to Spill – 5:52
8. Lie for a Lie – 3:16
9. Hazy – 6:42
10. Built Too Long Parts 1, 2 & 3 – 9:24

## Formazione
- Doug Martsch - chitarra, voce
- Brett Nelson - chitarra, basso
- Ralf Youtz - batteria